# HD47009
HD47009 — хімічно пекулярна зоря спектрального класу A0, що має видиму зоряну величину в смузі V приблизно  9,0.
Вона  розташована на відстані близько 2145,8 світлових років від Сонця.

## Пекулярний хімічний вміст
Зоряна атмосфера HD47009 має підвищений вміст 
Eu
.